# Glorijet
Glorijet (od fra. gloriette, od riječi gloire), mala je građevina koja je u 12. stoljeću označavala malu sobicu. U razdoblju renesanse označava mali paviljon ili građevinu koja sliči na starovjekovni hram (antičkog stila), koji se nalazio u parku dvorca, kao mjesto odmora i za poeziju. Ovakve su građevine postale česte za vrijeme baroka. Glorijet može biti i u obliku trijema. Služi kao odmorište ili vidikovac. Predstavlja perivojnu arhitekturu.
U Hrvatskoj primjeri poznatih glorijeta su klasicistički glorijet u Splitu na poluotoku Sustipanu graditelja i konzervatora Vicka Andrića, u Solinu, Ljetnikovac Vice Stjepovića-Skočibuhe na otoku Šipanu iz 1563. u svom sastavu također ima glorijet, a glorijet ima i Trsteno.
Nešto slično glorijetu jest gazebo (salettl, besjedka, altan).